# Taisuke Hiramoto
Taisuke Hiramoto (平本 大介 Hiramoto Taisuke?), född 21 november 1974 i Tokyo prefektur, är en japansk före detta fotbollsspelare.
Hiramoto började sin karriär i Omiya Ardija. Han avslutade karriären 1999.